# Форум 66
Форум 66 (Forum 66, 市府恒隆广场) — комплекс из двух супервысоких небоскрёбов и торгового центра, расположенный в китайском городе Шэньян (Ляонин), в деловом районе Шэньхэ. Башня №1 построена в 2015 году, по состоянию на начало 2020 года она являлась самым высоким зданием города, 29-м по высоте зданием Китая, 35-м — Азии и 60-м — мира; строительство башни №2 временно приостановлено. Архитекторами комплекса выступили американская компания Kohn Pedersen Fox и гонконгская компания Wong Tung & Partners, владельцем является гонконгская многопрофильная группа Hang Lung Properties, которая ранее возвела в Шанхае высотный комплекс Plaza 66. 
- Башня №1 (350 м) имеет 68 наземных и 4 подземных этажа, в здании размещаются офисы и 315 гостиничных номеров пятизвёздочного отеля Conrad Shenyang, которым управляет сеть Hilton (офисы занимают 131,2 тыс. м², отель — 71,7 м²)[1][4][5][6][7].
- Строительство офисной башни №2 приостановлено в 2019 году, в проекте она имеет 384 метра и 76 этажей[8][9].
- Жилые башни №3 и 4 в проекте имеют 220 метров и 44 этажа.
- В подиуме располагается торгово-развлекательный комплекс площадью 102 тыс. м² с магазинами и кинотеатрами, официальное открытие которого состоялось в 2012 году (системой переходов он соединён со станцией метро Shifu Square)[10].